# 2024年科羅拉多州修正案127
修正案127（英語：Amendment 127），是美國科羅拉多州於2024年11月5日提出的一次公投，提案訴求保障山貓（Bobcats）、美洲獅（Mountain lions）、猞猁（Lynx，一種貓科動物）等野生動物生命，禁止任何形式獵捕。